# آکادمی فوتبال پاری سن-ژرمن
آکادمی فوتبال پاری سن-ژرمن (انگلیسی: Paris Saint-Germain Academy) که زیر نظر سیستم جوانان پاری سن-ژرمن برای مردان و زنان است. این آکادمی که توسط انجمن پاری سن-ژرمن اداره می‌شود، به‌طور رسمی در سال ۱۹۷۵ تأسیس شد، اما از زمان تأسیس باشگاه در سال ۱۹۷۰، استعدادهای جوان را پرورش می‌دهد.
این آکادمی اکنون مراکزی در چندین کشور در سراسر جهان دارد. به همین ترتیب، PSG در سال ۲۰۱۲ شروع به توسعه بازیکنان جوانان برای بخش زنان کرد و آکادمی به‌طور رسمی در سال ۲۰۲۳ افتتاح شد. پردیس PSG در پویسی در حال حاضر مرکز تمرین و زمین خانگی هر دو بخش است.